# Sergio Órteman
Sergio Daniel Órteman Rodríguez, mais conhecido como Órteman (Montevidéu, 29 de setembro de 1978), é um técnico e ex-futebolista uruguaio que atuava como volante. Atualmente está sem clube.

## Carreira
Órteman Estreou como profissional na temporada 2000/01, no Central Español FC, do Uruguai. Jogou por este clube 14 partidas e marcou um gol.
Em 2001, foi contratado pelo Olimpia, do Paraguay. No ano de 2002, ganhou com esse clube a Copa Libertadores (sendo escolhido como o melhor jogador do torneio pela Toyota). Na final do Mudial Interclubes, perdeu para o Real Madrid CF. Jogou durante quatro anos pelo Olimpia, jogando 65 jogos e marcando doze gols.
O ano de 2004 marcou a sua transferência para o Independiente, da Argentina. Por esse time, jogou apenas oito partidas, sem marcar nenhum gol.
Na temporada 2005/06, jogou um semestre pelo Atlas de Guadalajara. Atuou em 15 jogos e marcou um gol. O segundo semestre foi jogado no Independiente, em que ele teve uma maior participação, jogando 10 partidas e anotando um gol.
Em 2007, o Independiente vendeu seu passe ao Boca Juniors, por US$1.500.000.
Em julho de 2007, foi emprestado ao Istanbul BB, da Turquia, clube em que ele não conseguiu adaptar-se.
Por isso, procurou a transferência ao Racing de Santander, por empréstimo, no mercado de inverno espanhol. A negociação girou em torno de €100 mil. Jogou lá até junho de 2008. Marcou seu primeiro gol pelo clube espanhol em 23 de março de 2008, contra o Recreativo de Huelva.
Em 12 de julho, Órteman foi contratado pelo Grêmio, em definitivo, com um contrato de dois anos. A sua apresentação oficial À imprensa ocorreu no dia 14 de julho. Apenas na primeira quinzena de agosto Órteman foi liberado legalmente para atuar pelo Grêmio.
O uruguaio fez sua estreia na partida Grêmio 2-2 Internacional, jogando os noventa minutos do jogo. Nesta partida, deu uma assistência para um gol.
Em 2009, terça-feira, 17 de fevereiro Órteman marcou seu único gol com a camisa do Grêmio no Brasil, diante do goleiro Danrlei, que defendeu o Brasil de Pelotas tradicional equipe sul-brasileira onde representa uma cidade no Rio Grande do Sul, com uma grande assistência de Roberson de Arruda Alves pelo Campeonato Gaúcho de Futebol.
Agosto 21, 2009, descontente com sua situação no Grêmio FBPA, ele termina seu contrato com o clube gaúcho. Logo em seguida transfere-se para a mais nova contratação de CA Peñarol de Montevidéu, República Oriental de Uruguay.
Defendeu em 2015, o San Lorenzo do Paraguai.

## Caso Olimpia
Em 21 de julho de 2007, o jogador uruguaio foi julgado por irregularidades na sua transferência para o Independiente, em 2004, sem a autorização do Olimpia, seu clube na época. O fiscal solicitou ao juiz que a Interpol o prendesse. Órteman teria desaparecido do país depois de receber US$66 mil de sua transferência, segundo Osvaldo Domínguez, ex-presidente do Olimpia. Ele, na época, recebeu um mandato de detenção do juiz Hugo Sosa Pasmor, depois do fiscal Juan de Rosa Ávalos denunciar a transferência do jogador.
Órteman chegou a ser detido pela Interpol, em 6 de julho de 2008, no aeroporto de Montevidéu. Houve inclusive um pedido de extradição do jogador, negado pela Justiça Uruguaia. Assim, o atleta foi liberado.

## Títulos
Olimpia
- Taça Libertadores da América de 2002
- Recopa Sul-Americana 2003

Boca Juniors
- Taça Libertadores da América de 2007

### Conquistas individuais
- Melhor jogador da final da Taça Libertadores da América de 2002[4]

## Estatísticas
| Clube   | Competição                           | Jogos | Gols |
| ------- | ------------------------------------ | ----- | ---- |
| Grêmio  | Campeonato Gaúcho de 2009            | 5     | 1    |
| Grêmio  | Copa Libertadores da América de 2009 | 3     | 0    |
| Peñarol | Campeonato Uruguayo 2009             | 1     | 0    |

Atualizadas em 3 de agosto de 2009